# Elham Zanbouri
Elham Zanbouri (persisch الهام زنبوری) ist eine ehemalige iranische Leichtathletin, die im Mittel- und Langstreckenlauf an den Start ging.

## Sportliche Laufbahn
Elham Zanbouris einzige bekannte Teilnahme an internationalen Wettkämpfen war bei den Hallenasienmeisterschaften 2004 in Teheran, bei denen sie in 11:08,20 min die Bronzemedaille im 3000-Meter-Lauf hinter der Kasachin Swetlana Lukaschewa und ihrer Landsfrau Leila Ebrahimi gewann. 